# Tamandua
Tamandua (Tamandua) – rodzaj ssaków z rodziny mrówkojadowatych (Myrmecophagidae).

## Rozmieszczenie geograficzne
Rodzaj obejmuje gatunki występujące od Meksyku do Argentyny.

## Morfologia
Długość ciała (bez ogona) 470–770 mm, długość ogona 400–675 mm, długość ucha 40–54 mm, długość tylnej stopy 80–100 mm; masa ciała 3–8,4 kg.

## Systematyka
Rodzaj zdefiniował w 1825 roku angielski zoolog John Edward Gray w artykule zatytułowanym Zarys próby podziału ssaków na plemiona i rodziny z listą rodzajów, które najwyraźniej należą do każdego plemienia, opublikowanym w czasopiśmie „Annals of Philosophy”. Gatunkiem typowym jest (oznaczenie monotypowe) tamandua południowa (T. tetradactyla).

### Etymologia
- Tamandua (Tamanduas): port. tamanduá ‘tamandua’, od tupi tacy ‘mrówka’; monduar ‘łapać’[15].
- Uroleptes (Uropeltes, Uropeltess): gr. ουρα oura ‘ogon’; ληπτης lēptēs ‘ktoś akceptujący lub chwytający’[16]. Gatunek typowy (oznaczenie monotypowe): Myrmecophaga tetradactyla Linnaeus, 1758.
- Dryoryx (Dryorix): gr. δρυς drus, δρυος druos ‘drzewo’; ορυξ orux, ορυγος orugos ‘kilof, ostrze narzędzia’[17]. Gatunek typowy: nie wyznaczony.

### Podział systematyczny
Do rodzaju należą następujące gatunki:
| Grafika | Gatunek               | Autor i rok opisu | Nazwa zwyczajowa    | Podgatunki   | Rozmieszczenie geograficzne | Podstawowe wymiary                       | Status IUCN |
| ------- | --------------------- | ----------------- | ------------------- | ------------ | --- | ---------------------------------------- | ----------- |
|         | Tamandua mexicana     | (Saussure, 1860)  | tamandua północna   | 4 podgatunki | południowy Meksyk (od stanu Colima do stanu San Luis Potosí) poprzez Amerykę Centralną do północnej i zachodniej Kolumbii, północno-zachodniej Wenezueli, zachodnim Ekwadorze in północno-zachodnim Peru; zakres wysokości: 0–2000 m n.p.m. | DC: około 56 cm DO: 40–67 cm MC: 3–6 kg  | LC          |
|         | Tamandua tetradactyla | (Linnaeus, 1758)  | tamandua południowa | 4 podgatunki | wschodnia Kolumbia, Wenezuela, Trynidad i Tobago (Trynidad), region Gujana, Brazylia, wschodni Ekwador, wschodnie Peru, Boliwia, Paragwaj, północna Argentyna i północny Urugwaj; zakres wysokości: 0–2000 m n.p.m.                         | DC: 47–77 cm DO: 40–67 cm MC: 3,5–8,4 kg | LC          |

Kategorie IUCN:  LC  – gatunek najmniejszej troski.